# Дидје Ратсирака
 Дидје Ратсирака (фр. Didier Ratsiraka; Ватомандри, 4. новембар 1936 — Антананариво, 28. март 2021) био је адмирал и председник државе Мадагаскар од 1975. до 1993. и од 1997. до 2002. године.

## Биографија
Био је министар спољних послова од 1972. до 1975. године. На власт је дошао војним пучем. Иако је испрва примењивао социјализам у државној економији, то се показало промашајем, те се окренуо Западу.
Године 1991. покренути су велики протести против Ратсираке широм државе, у којима је услед сукоба с полицијом било и мртвих. На изборима 1992. године поражен је од стране опозиционог вође Албера Зафија, те је одступио 27. марта 1993. године. Када је председник Зафи био опозван с функције 1996. године, Ратсирака се вратио на политичку сцену као кандидат странке АРЕМА на председничким изборима крајем 1996, на којима је победио у другом кругу (почетком 1997). Председништво је преузео 9. фебруара 1997. године.
На председничким изборима 2002. године прешао је први круг као кандидат са 40% гласова, иза Марка Раваломанане који је освојио 46% гласова. Настао је спор јер је Раваломанана тврдио да је освојио више од 50% гласова, па други круг, услед насталих сукоба, није ни одржан. Раваломанана се 22. фебруара 2002. прогласио председником, а две су владе започеле борбу за власт у којој је, током неколико наредних месеци, превласт стекао Раваломанана.
Ратсирака је, таман пред бег из државе, 2003. оптужен за крађу готово 8 милиона долара из јавних фондова банке у Тоамасини у јуну 2002. године. Пошто је у тренутку изрицања пресуде био у Француској, осуђен је на 10 година присилног рада у одсуству. Међутим, 2009. је амнестиран, а 2011. се вратио из избеглиштва.